# Johann Burchard Freystein

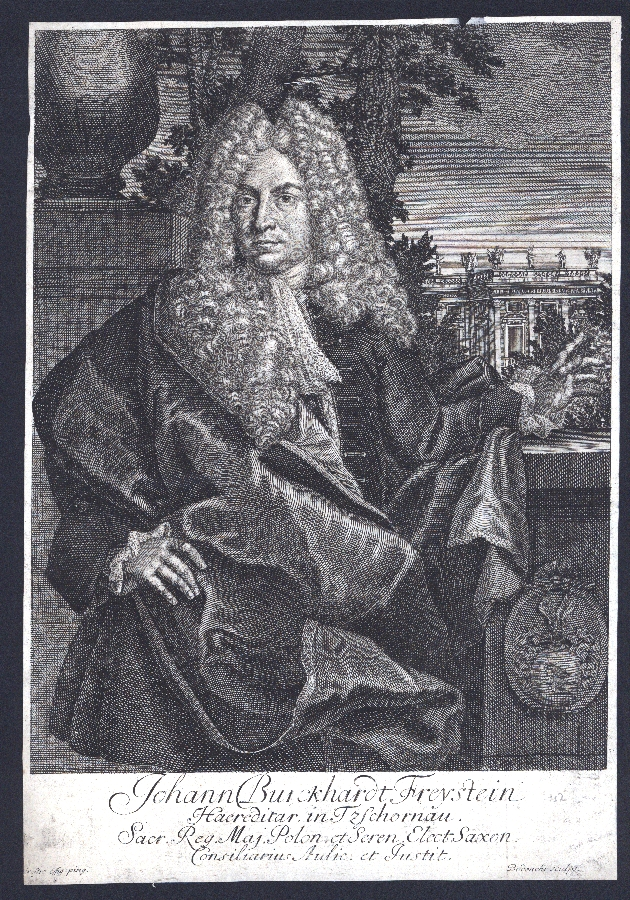
Johann Burchard Freystein

Johann Burchard Freystein (* 18. April 1671 in Weißenfels; † 1. April 1718 in Dresden) war ein deutscher Jurist und Kirchenliederdichter.

## Leben und Werk
Johann Freysteins Vater war Adam Samuel Freystein, Vizekanzler von Herzog August von Sachsen, Inspektor des Gymnasiums von Weißenfels, Mitglied der „Fruchtbringenden Gesellschaft“ (auch „Palmenorden“ genannt).
Johann Burchard Freystein studierte an der Universität Leipzig Rechtswissenschaften, Mathematik, Philosophie und Architektur. Er lebte einige Zeit in Berlin und Halle. 1695 wurde er in Jena zum Dr. iur. promoviert. Anschließend eröffnete er seine eigene Kanzlei in Dresden. 1703 wurde er Rat in Gotha, 1709 kehrte er als Hof- und Justizrat nach Dresden zurück. 
Freysteins Religiosität stand unter dem Einfluss Philipp Jakob Speners. Sein Lied „Mache dich, mein Geist, bereit, wache, fleh und bete“ findet sich noch heute in evangelischen Gesangbüchern (EKG 261, Evangelisches Gesangbuch EG 387).